# 150081 Steindl
A 150081 Steindl (ideiglenes jelöléssel (150081) 2006 UH109) a Naprendszer kisbolygóövében található aszteroida. Sárneczky Krisztián fedezte fel 2006. október 19-én.